# Hypostomus ericius
Hypostomus ericius är en fiskart som beskrevs av Jonathan W. Armbruster 2003. Hypostomus ericius ingår i släktet Hypostomus och familjen Loricariidae. Inga underarter finns listade i Catalogue of Life.